# Bahnstrecke Brüchermühle–Wildbergerhütte
| Streckennummer: | 2683                 |                                                |                            |
| Kursbuchstrecke: | 240p (1944, 1946)    |                                                |                            |
| Streckenlänge: | 9,6 km               |                                                |                            |
| Spurweite: | 1435 mm (Normalspur) |                                                |                            |
| |                      |                                                |                            |
| \| \| \| von Osberghausen \| \| \| \| \| \| \| \| \| 0,0 \| Brüchermühle (zuvor Bf, Reaktivierung geplant) \| 235 m \| \| \| \| \| \| \| \| \| nach Waldbröl \| \| \| \| 2,7 \| Anschlussstelle Steinbruch \| Anschlussstelle Steinbruch \| \| \| 2,7 \| Ufersmühle \| Ufersmühle \| \| \| 4,3 \| Auchel \| Auchel \| \| \| 7,4 \| Nieder Odenspiel \| Nieder Odenspiel \| \| \| 9,3 \| Germania (Anst), 1920–1945 \| Germania (Anst), 1920–1945 \| \| \| 9,6 \| Wildbergerhütte \| 320 m \| \| \| \| geplant, zwei Brücken gebaut \| \| \| \| \| Nosbach \| \| \| \| \| von Betzdorf–Freudenberg \| \| \| \| ≈16 \| Rothemühle \| Rothemühle \| \| \| \| nach Olpe–Finnentrop \| \| |                      |                                                |                            |
| |                      | von Osberghausen                               |                            |
| |                      |                                                |                            |
| ehemaliger Haltepunkt / Haltestelle | 0,0                  | Brüchermühle (zuvor Bf, Reaktivierung geplant) | 235 m                      |
| |                      |                                                |                            |
| Abzweig ehemals geradeaus und nach rechts |                      | nach Waldbröl                                  | nach Waldbröl              |
| Blockstelle (Strecke außer Betrieb) | 2,7                  | Anschlussstelle Steinbruch                     | Anschlussstelle Steinbruch |
| Haltepunkt / Haltestelle (Strecke außer Betrieb) | 2,7                  | Ufersmühle                                     | Ufersmühle                 |
| Bahnhof (Strecke außer Betrieb) | 4,3                  | Auchel                                         | Auchel                     |
| Haltepunkt / Haltestelle (Strecke außer Betrieb) | 7,4                  | Nieder Odenspiel                               | Nieder Odenspiel           |
| Blockstelle (Strecke außer Betrieb) | 9,3                  | Germania (Anst), 1920–1945                     | Germania (Anst), 1920–1945 |
| Bahnhof (Strecke außer Betrieb) | 9,6                  | Wildbergerhütte                                | 320 m                      |
| |                      | geplant, zwei Brücken gebaut                   |                            |
| |                      | Nosbach                                        |                            |
| |                      | von Betzdorf–Freudenberg                       |                            |
| Bahnhof (Strecke außer Betrieb) | ≈16                  | Rothemühle                                     | Rothemühle                 |
| |                      | nach Olpe–Finnentrop                           |                            |

Die Bahnstrecke Brüchermühle–Wildbergerhütte, örtlich Hütter Bahn genannt, war eine Nebenbahn im Oberbergischen Land in Nordrhein-Westfalen. Sie zweigte im oberen Wiehltal in Brüchermühle von der Wiehltalbahn ab und führte der Wiehl entlang nach Wildbergerhütte. Sie war im Oberbergischen Land die Eisenbahnstrecke mit der kürzesten Betriebszeit.

## Geschichte
1906 wurde die Genehmigung zum Bau der Strecke erteilt. Der Bau der Strecke war auf Forderungen von Grubenbetreibern in Wildbergerhütte zurückgegangen. Erst 1909 wurde mit den Bauarbeiten begonnen. 1910 wurde die Strecke eröffnet, womit sie die vorletzte in der Region eröffnete Bahnstrecke war (die letzte war die Kleinbahn Bielstein–Waldbröl). Die Verzögerung beim Bau hatte allerdings die Folge, dass die  an die Strecke angeschlossenen Gruben mit den anderen Gruben der Region nicht konkurrenzfähig waren. 1911 erfolgte die Eröffnung der Haltepunkte Ufersmühle und Niederodenspiel.
Ursprünglich war geplant, die Strecke bis nach Rothemühle an der Bahnstrecke Finnentrop–Freudenberg zu verlängern. Durch den Ersten Weltkrieg wurde dies aber nicht mehr umgesetzt, obwohl Vorarbeiten schon begonnen hatten.
Somit konnten mit dieser Bahnstrecke von Anfang an keine zufriedenstellenden Einnahmen erzielt werden. Der spärliche Personenverkehr bis zum Endbahnhof in Wildbergerhütte konnte dies auch nicht ausgleichen. Die Anschlüsse an die Wiehltalbahn waren schlecht und die ab 1923 eingeführten langsamen Güterzüge mit Personenbeförderung verschlimmerten die Situation noch.
Mitte der 1920er Jahre gab es soviel Vandalismus entlang der Strecke, dass die Reichsbahndirektion Elberfeld die Einstellung des Personenverkehrs androhte. Ein erneuter Versuch des Weiterbaus nach Rothemühle Anfang der 1930er Jahre wurde von der Reichsbahndirektion endgültig abgelehnt.
Im März 1945 kam der Betrieb durch die Verbrannte-Erde-Taktik der Wehrmacht im Zweiten Weltkrieg ganz zum Erliegen, nachdem am 9. März 1945 eine Brücke gesprengt worden war. Durch die wirtschaftliche Situation hatte die Reparatur anderer Strecken Priorität; erst 1947/1948 fuhren wieder Züge. Schon 1952 wurde das Zugangebot deutlich reduziert; ein zur gleichen Zeit eingeführter Bahnbus senkte die Fahrgastzahlen noch weiter. Daher wurde am 3. Oktober 1953 nach 43 Jahren der Personenverkehr eingestellt.
Wegen einer anstehenden, teuren Oberbau-Sanierung, die den Betreibern zu unwirtschaftlich war, wurde auch der Güterverkehr am 30. November 1959 beendet. Am 30. Mai 1960 wurde die Strecke stillgelegt. Bereits Ende September desselben Jahres waren alle Gleise beseitigt. Der Trassenerhalt wurde 1962 aufgegeben.
Heute existiert bis auf kleine Reste wie einen Kilometerstein bei Nespen nur noch das Bahnhofsgebäude in Wildbergerhütte. Das Bahnhofsgebäude in Auchel wurde 1970 abgerissen, und große Teile der einstigen Strecke verschwanden 1971 in der Wiehltalsperre.